# カヤツリスゲ

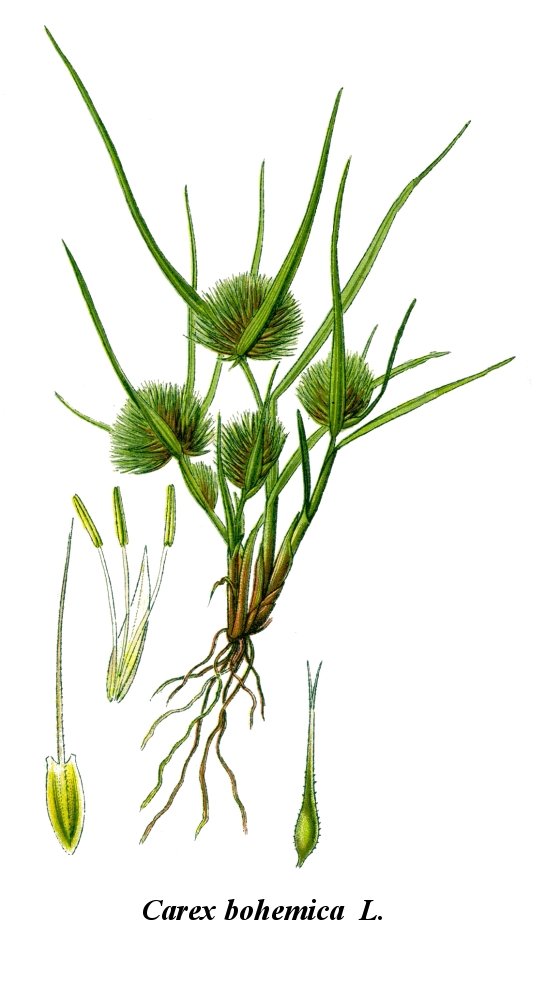
図版

カヤツリスゲ（Carex bohemica Schreb.）は、カヤツリグサ科スゲ属の植物の1つ。小柄な植物で、細長い果胞が茎の先端に集中して生じ、その基部から長い葉状の苞が出ている様子はカヤツリグサ属のものを思わせる。湖などの岸辺にのみ生じるごくまれな植物である。

## 特徴
束になって生える草本。一年生ないし多年生。草丈は15-40cm。根出状の葉は花茎より短いが、花序の基部にある苞は2～3個が葉状に発達してとても長く伸びる。葉は柔らかで幅1.5～2.5mm、柔らかで黄緑色を呈する。根茎は発達しない。
花期は6～7月で、花茎の先端に多数の小穂が集まって頭状をなす。花序全体は半球状の形で、長さ、幅ともに1.5～2cm程になる。個々の小穂は雌雄性で、多数の雌小花とその基部に生じる少数の雄小花からなる。雌花の鱗片は長さ2.5～3.5mmで、披針形で先端は鋭くとがって芒が突出しており、淡褐色で背面にある1本の脈が緑色をしている。下方は雌花鱗片よりずっと長くて長さ7～10mm、「直立し」て生じ、狭披針形で先端ははっきりと長く突き出し、次第に狭まって長い嘴状になっており、その口部は深く2つに裂けている。口部の裂片はその長さが1mmもある。また基部側は次第に細くなって長い柄状の部分で終わる。また全体に淡緑色で表面に多数の脈があり、また縁には狭い翼があってざらつく。果実は長さ2.5mmで短い柄がある。柱頭は2裂する。
和名は「蚊帳釣りスゲ」の意で、といって蚊帳とは直接には関係がなく、本種の全体の姿や花序の付き方がスゲ属よりむしろカヤツリグサ属のものに似ている、というものである。

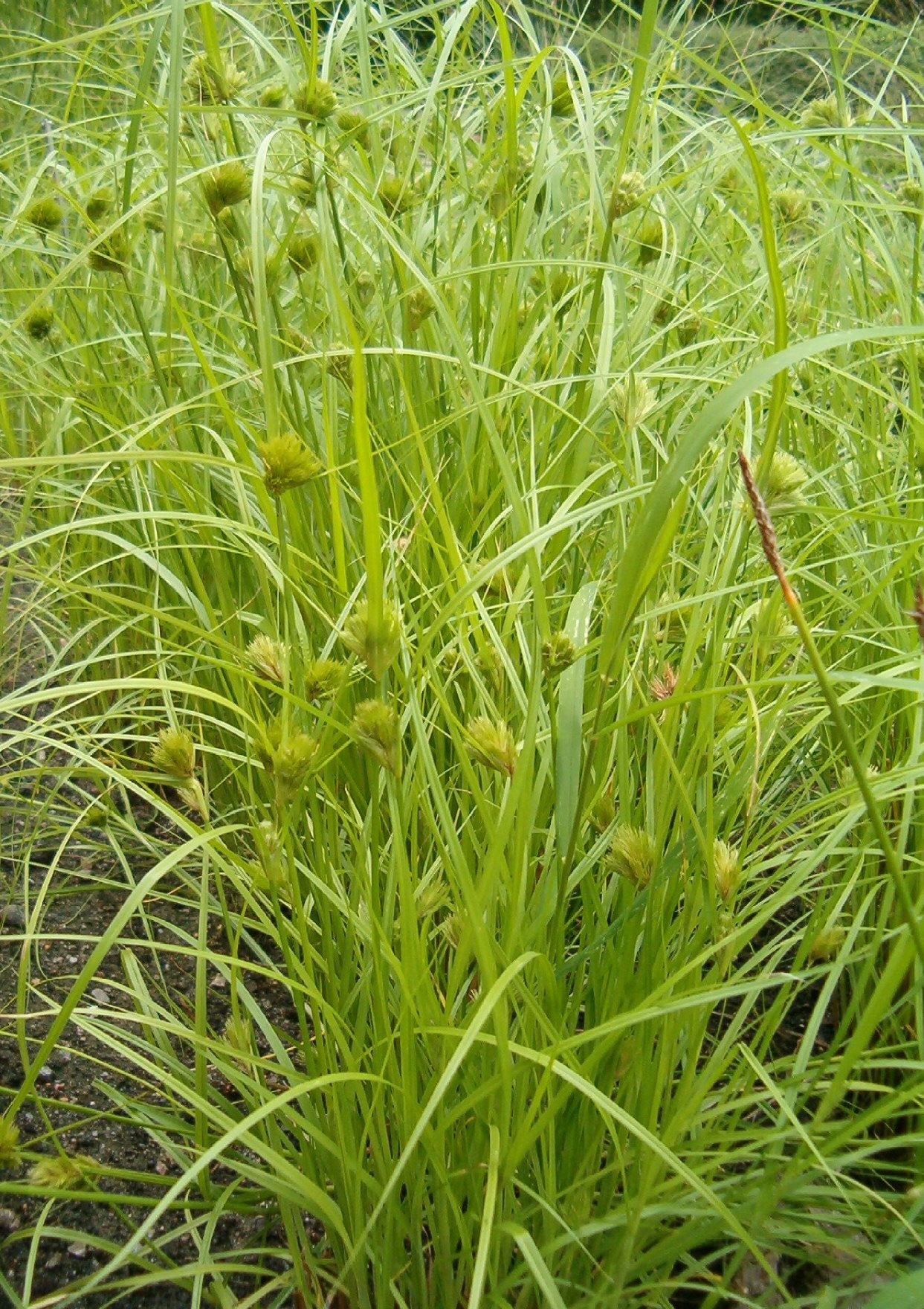
とてもよく育ったもの ベルリンの植物園
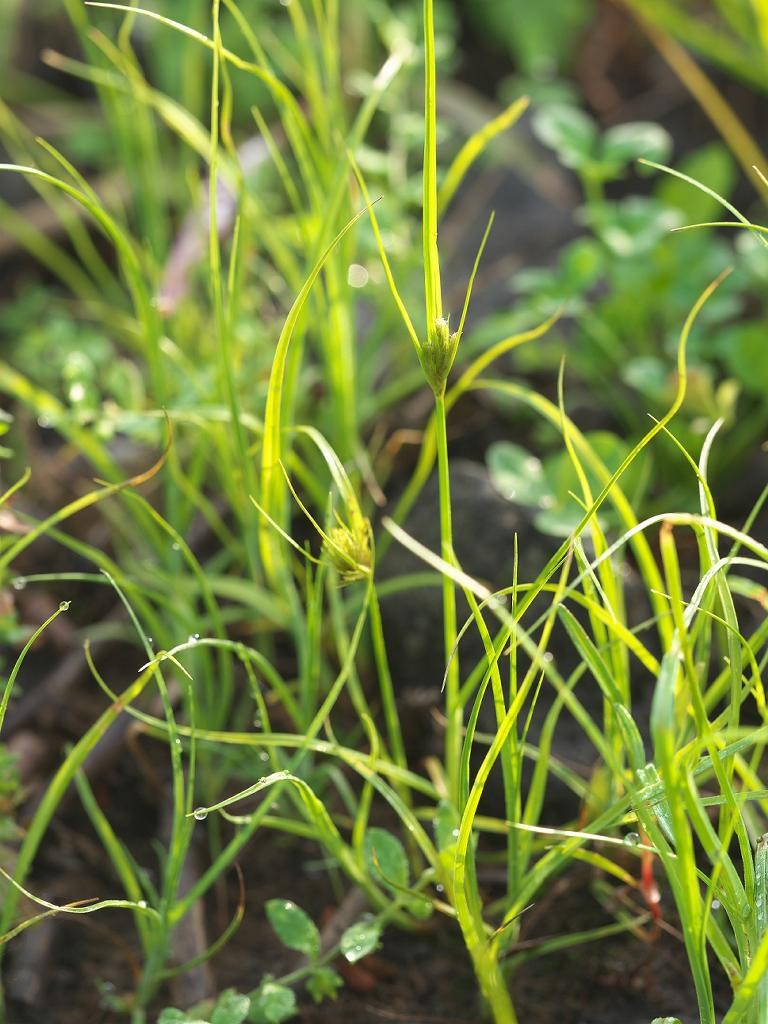
幼くて貧弱な個体 山梨県
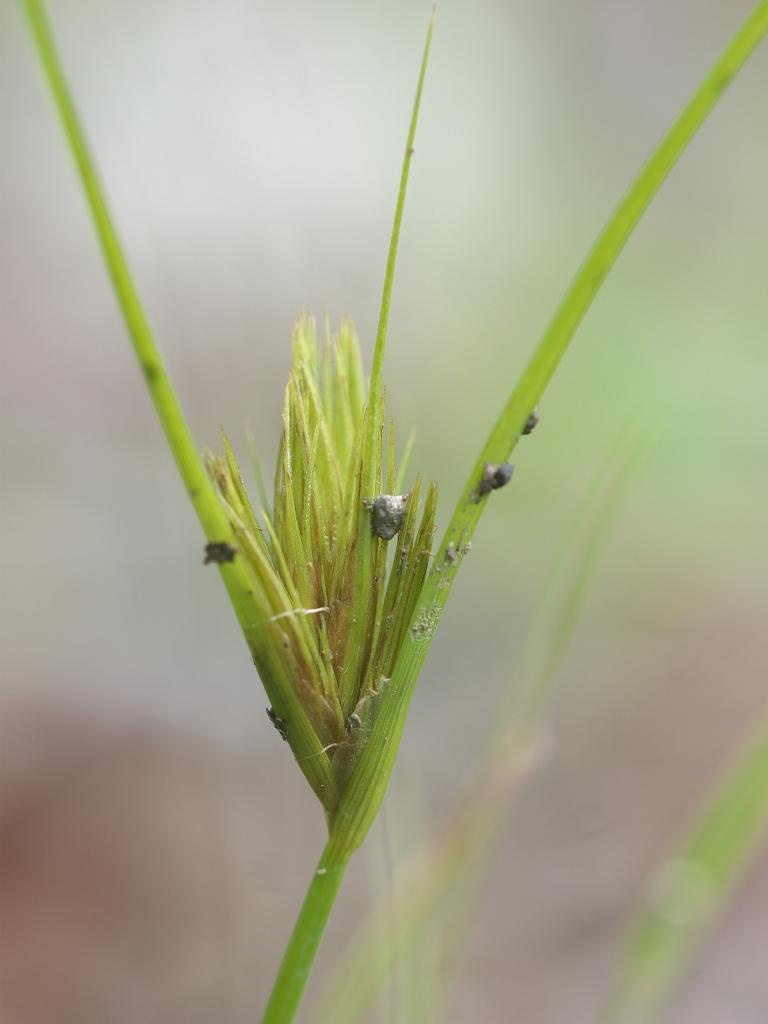
花序の様子
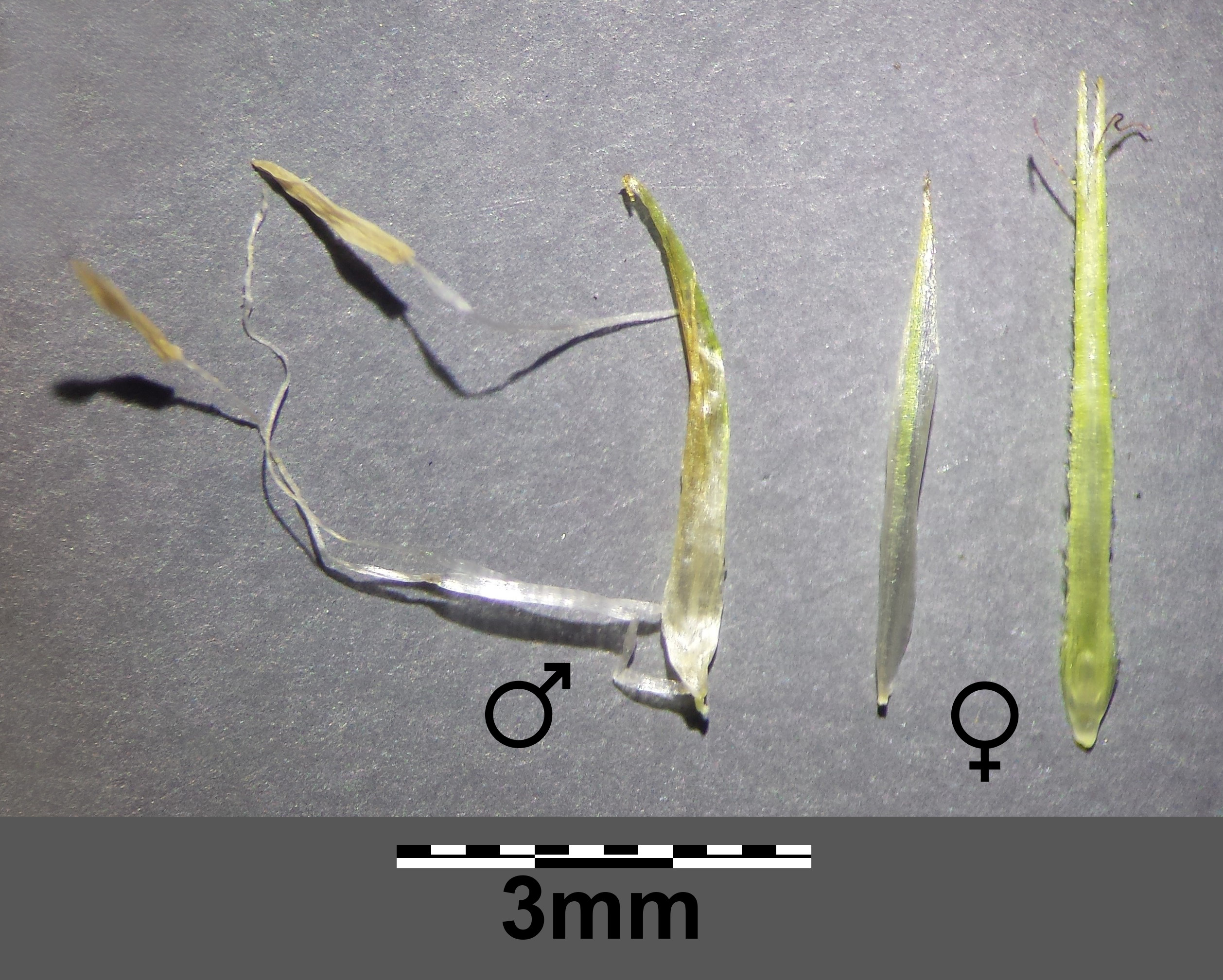
雄花と雌花
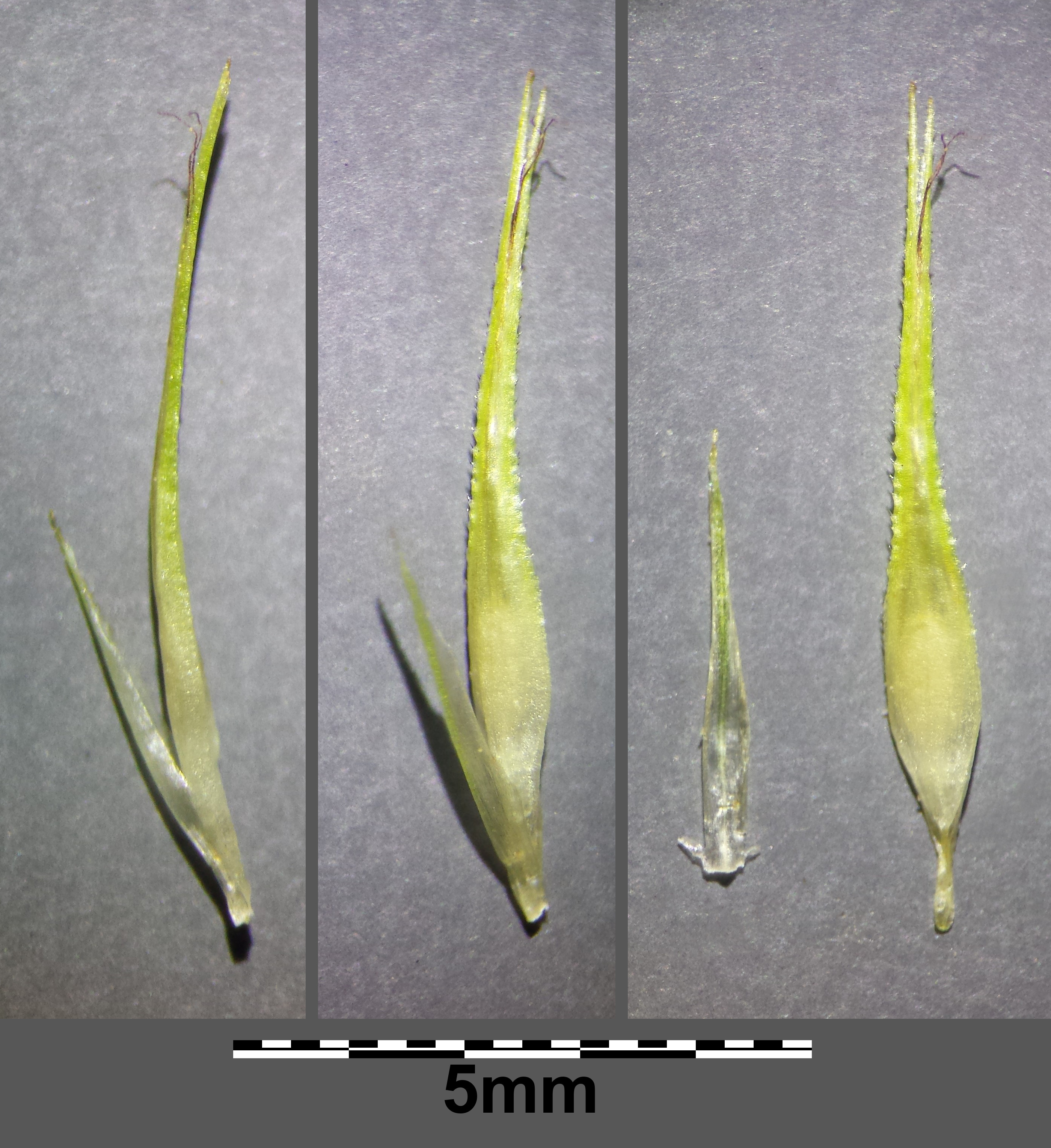
やや成熟した果包

## 分布
日本における分布はきわめて限定的なもので、北海道と本州、それも山梨県にのみ見られる。さらにこの2地域でもその分布は限られており、北海道では阿寒湖と屈斜路湖、山梨県では富士五湖周辺とされている。村田(1990)ではさらに富士五湖でもすべてに生育しているのではないらしく、特定の湖の名と、さらにその地域名まで取り上げられている。
記録の上では京都府の舞鶴での報告があるが、これは場所が港の埠頭の岸壁に近い新たな砂の堆積した場であること、その港にはシベリアからの船が来航し、材木などの資材を水揚げしていたことなどからその方面から持ち込まれたものの可能性が高い、という。村田はこの港の整備が進み、来航する船が増える可能性を述べて本種を含む新たな帰化種の出現の可能性に触れているが、本種の記録はその後は無いようである。
国外ではその分布は広く、西はヨーロッパから東ロシア、シベリア、東はカムチャッカ半島までにかけて分布域がある。ただしその地域の於いても rare とされており、これは後述するようなこの種の生態に関わっての表現でもあるようである。

## 生育環境と生態
本種の生育環境はきわめて限定されており、上記日本の分布域はすべて湖を含んでいるが、本種はそれらの湖の岸辺に見られる砂地である。これはヨーロッパの分布域に於いても同様であり、本種は pond mud plant(直訳では池の泥の植物)、つまり湖沼や水湿地、あるいは小川に於いて水位の変化によって生じる一時的に陸化した泥地に出現する。このような条件の場所に出現する植物はいくつかあるが、本種はその典型例であるという。
本種は以前には1年草と考えられ、佐竹他編(1982)にはスゲ属はほとんどが多年草である中での例外的存在といった表現でそう記されており村田(1990)もこれと同様に記述されている。しかしこれ以降に判断が変わって来たようで、星野他(2011)には1年生との判断だが数年にわたって生存する株がある、と記されており、牧野原著(2017)では単に多年草、と記されている。勝山(2015)には長期にわたって一カ所で生育するものではないとし、『短命な多年草』と表現している。前述のような生育環境からしてもこれは納得出来るものである。
前述のようにヨーロッパでは本種は水位の変動によって生じた一時的な泥面に生えるものの典型例と見なされ、そのような種はほとんどが希少種となっている。本種はドイツ国内全域で絶滅を危惧されているが、その原因の一つは人工の池における管理法の変化にあるという。つまり従来は二年に一度夏季に水を落としていたものが最近は水を貯めっぱなしであるか、あるいは秋か冬の短期間だけ水を落とすようになっており、本種のように乾出した期間に生育する植物は、その多くが一年生であり、このような管理の下では生育繁殖を確立させられない。また富栄養化や養魚もこのような植物の生育の妨げとなる。他方で泥に埋まった種子を調べると、本種の分布は生育地として知られているより遙かに広く、また泥の中で発芽能力を30年以上は維持しているとみられる。

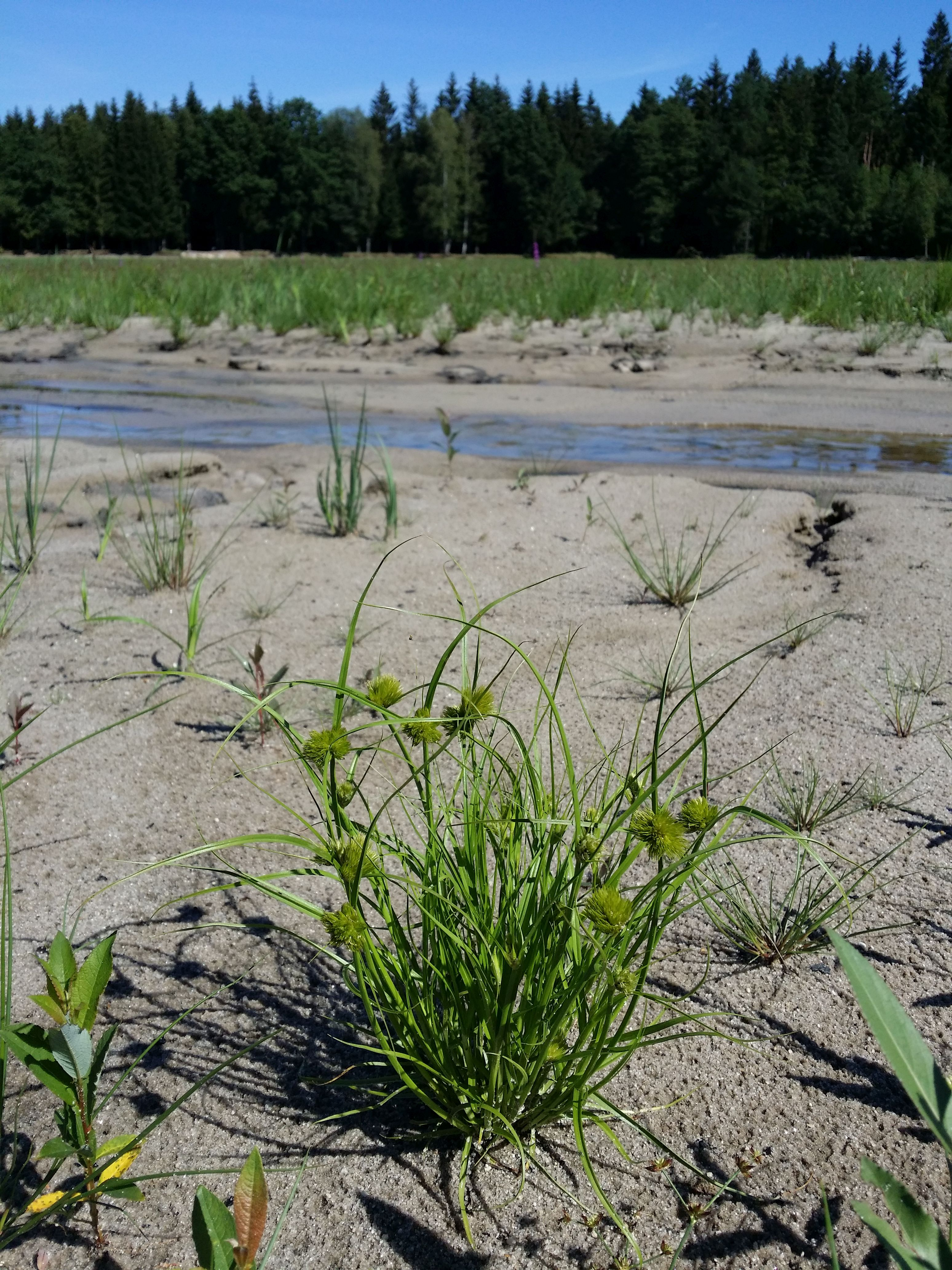
小川の岸辺に出現したもの オーストリア
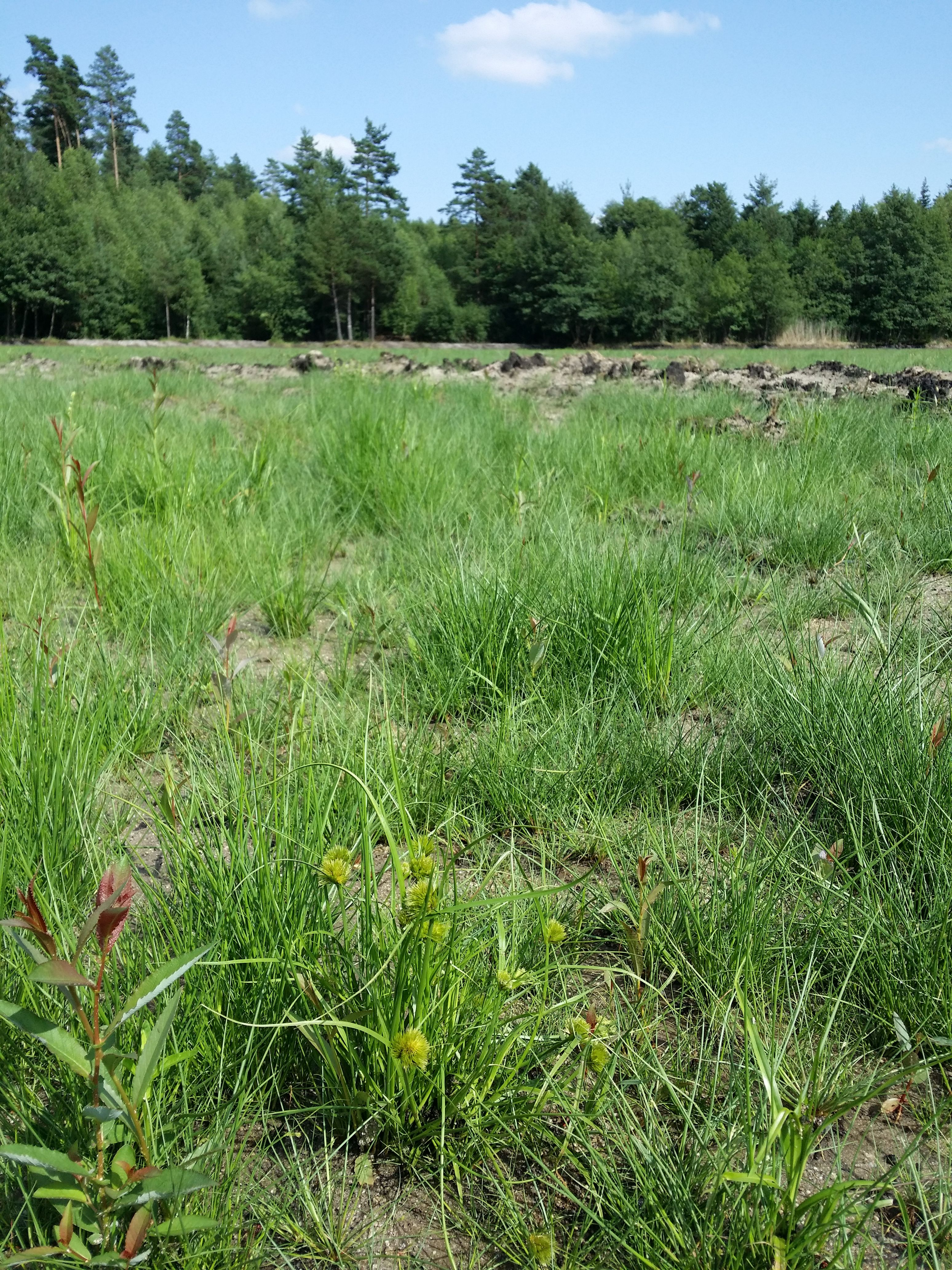
乾出した池での生育例 同
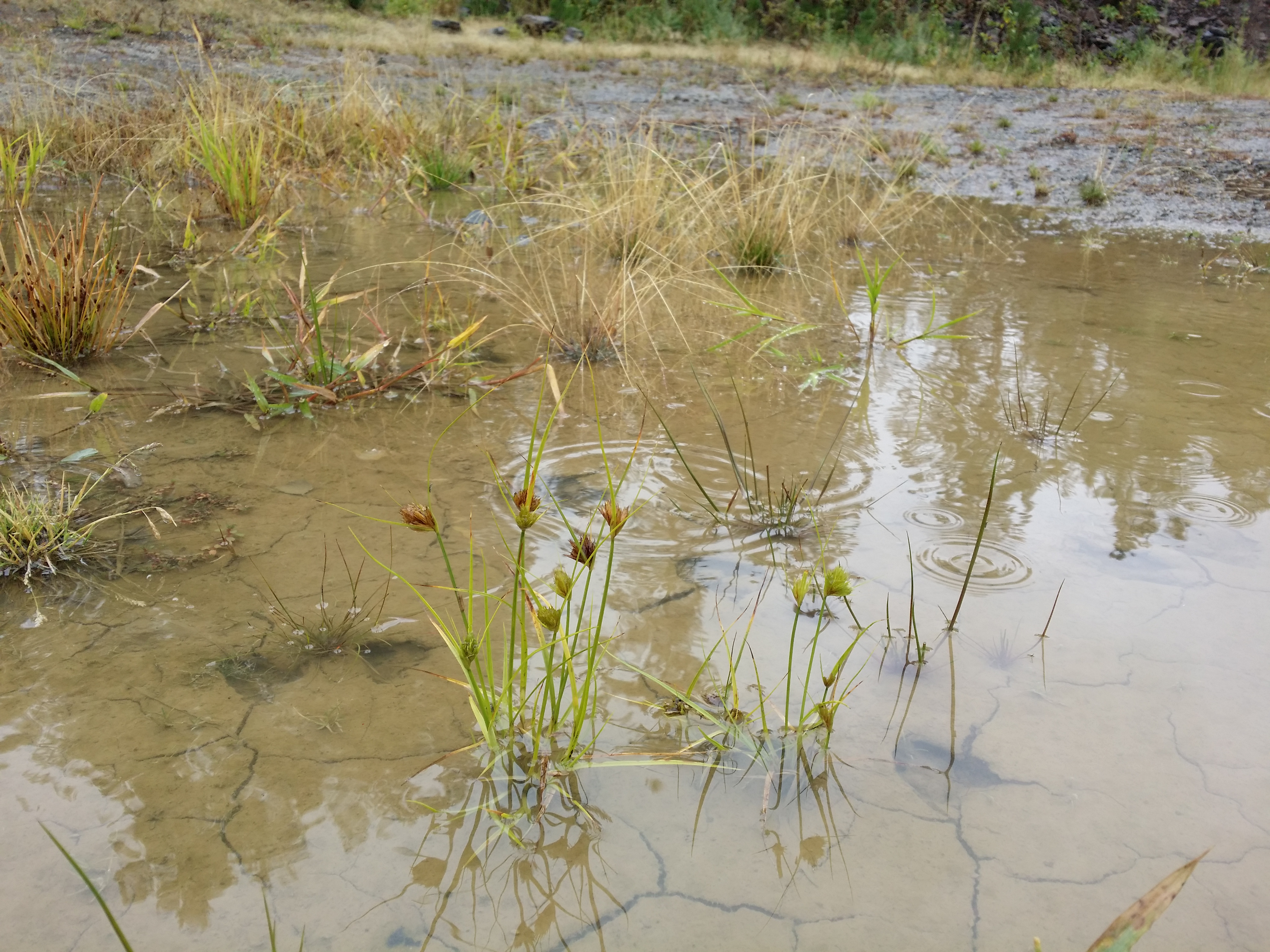
半ば水に浸かって生育している様子

## 分類
小穂がすべて同型で柄がないことはいわゆるマスクサ亜属に共通する特徴であるが、その中で雌雄性の小穂を頭状に集めてつけること、果胞に柄があることなどは独特で、勝山(2015)は本種のみをカヤツリスゲ節 Sect. Cyperoideae としている。
Hendrichs et al.(2004)は本種について Sect. Schellhammeria とすることも有るがヤガミスゲ節 Sect. Ovales に含まれてまとめて単形群をなすとの結果を示し、北アメリカ産の C. synchocephala を本種の姉妹群としている。

## 類似種
日本に於いては本種の姿はスゲ属としてはきわめて特殊であり、見誤るようなものはない。同型で無柄の小穂をつけるものはほぼすべてその花序は穂状で長く伸びる。小穂が花茎の先端に集まる例にはイッポンスゲ C. tenuiflora などがあるが、苞葉が発達しない。なお私見であるが、同様な場所に出現するミコシガヤ C. neurocarpa も長く伸びた花序の軸に小穂を密生するので混同することはまず無いが、その未成熟個体や矮小に育ったものでは軸が短くなっている場合があり、その場合には本種と結構似ており、葉質や色合いも似ている。
名前がそれを表すように、本種の外見はむしろカヤツリグサ属に似ており、特に細長い小穂を頭状に集めてつける種、たとえばイガガヤツリ Cyperus polystachyos の小型の株などはかなりよく似ている。もちろん花序や小穂をよく見れば混同することはない。

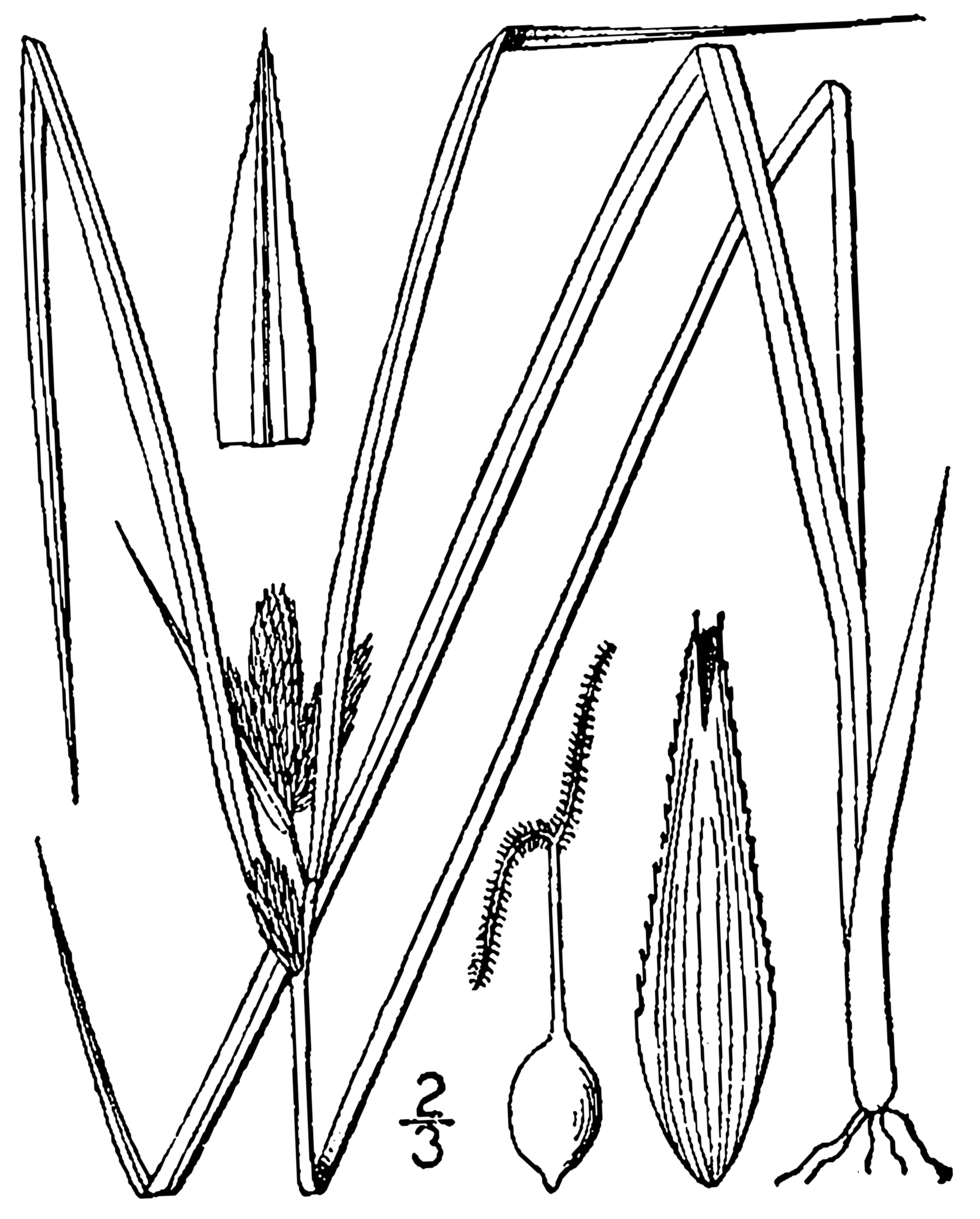
Carex sychnocephala 北アメリカ産、本種の姉妹群ともされる。
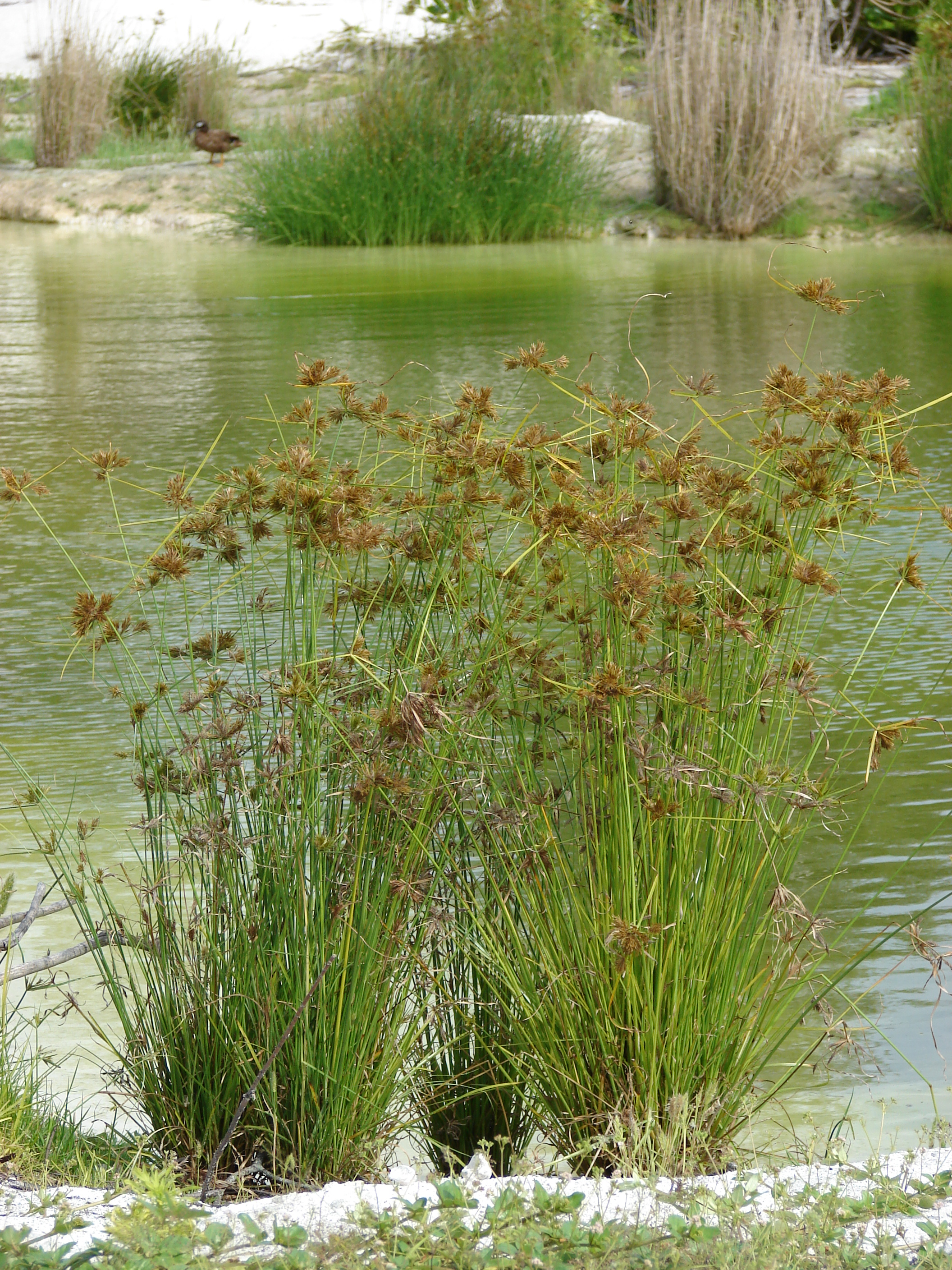
イガガヤツリ よく発育したものは花序の枝が出る。
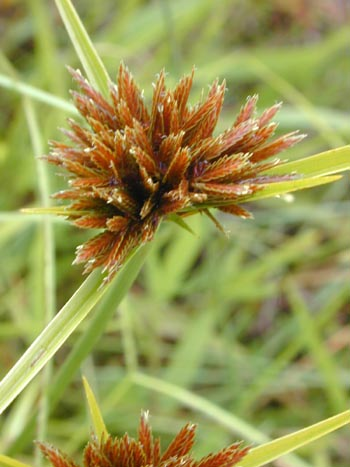
同、花序枝が伸びていないもの 纏まった小穂と葉状の苞の様子は本種に似ている。

## 保護の状況
環境省のレッドデータブックでは絶滅危惧IB類に指定されており、道県別では山梨県では絶滅危惧I類に、北海道では準絶滅危惧に指定されており、またなぜか茨城県で情報不足が出ている。
ヨーロッパでもその生息数が減少しているとされ、池の管理法の変化や富栄養化などがその一因とされているが、上述のように本種は土中に埋没した種子の形で長期間の休眠が可能であり、条件がよくなれば復活する能力があるとされる。